# Hydnophytum nigrescens
Hydnophytum nigrescens är en måreväxtart som beskrevs av Elmer Drew Merrill och Lily May Perry. Hydnophytum nigrescens ingår i släktet Hydnophytum och familjen måreväxter.
Artens utbredningsområde är Papua Nya Guinea. Inga underarter finns listade i Catalogue of Life.